# Vieni a prenderci
Vieni a prenderci è un EP dei rapper italiani Bassi Maestro e Mondo Marcio, pubblicato 12 novembre 2013 dalla Mondo Records.

## Descrizione
L'EP è nato per celebrare i dieci di collaborazione tra i due artisti e contiene gli inediti Vieni a prenderci e Immortale e quattro remix di alcuni brani originariamente realizzati dai due rapper negli anni precedenti.

## Tracce
1. Vieni a prenderci – 3:27
2. Immortale – 3:51
3. Dammi indietro RMX – 2:48
4. Fight Rap RMX – 3:31
5. Crazy RMX – 3:06
6. Puoi fare di meglio RMX – 2:57

Tracce bonus nell'edizione digitale
1. Vieni a prenderci (Instrumental)
2. Immortale (Instrumental)
3. Crazy (Instrumental)
4. Puoi fare di meglio (Instrumental)

## Formazione
- Bassi Maestro – voce, produzione (tracce 1, 6, 7 e 10)
- Mondo Marcio – voce, produzione (tracce 1, 2, 4, 5, 7, 8 e 9)
- Zef – produzione (traccia 3)